# Ассемоасса, Людовик
Амеву-Людовик Ассемоасса (фр. Amevou-Ludovic Assémoassa; 18 сентября 1980, Лион, Франция) — тоголезский футболист, защитник. Имеет французский паспорт.

## Биография

### Клубная карьера
С 1999 года по 2001 году выступал за молодёжную команду «Лиона» и сыграл 21 матч. Летом 2001 года он перешёл в клуб «Клермон», где стал игроком основы и сыграл 133 матча. После он играл в Испании за клубы «Мурсия», «Гранада 74» и «Атлетико Сьюдад». В 2010 году перешёл в клуб «Лимоне Сен-Дидьер», клуб 7-го по уровню французского дивизиона.

### Карьера в сборной
В сборной Того дебютировал 17 августа 2005 года в матче против Марокко. Ассемоасса был вызван на Кубок африканских наций 2006 в Египете. На турнире он сыграл 2 матча против Камеруна (2:0) и Анголы (3:2). По итогам турнира Того заняло последнее 4 место в группе и проиграло все 3 встречи.
Людовик Ассемоасса попал в список 23 футболистов вызванных Отто Пфистером на чемпионат мира 2006 года в Германии. На турнире он провёл всего 1 матч против Республики Корея (2:1), на 62-й минуте он покинул поле в связи с травмой. Позже выяснилось что игрок получил травму колена, он был прооперирован в клинике Франкфурта-на-Майне. По итогам турнира Того заняло последнее 4 место в группе и проиграло все 3 встречи.